# Hangstart

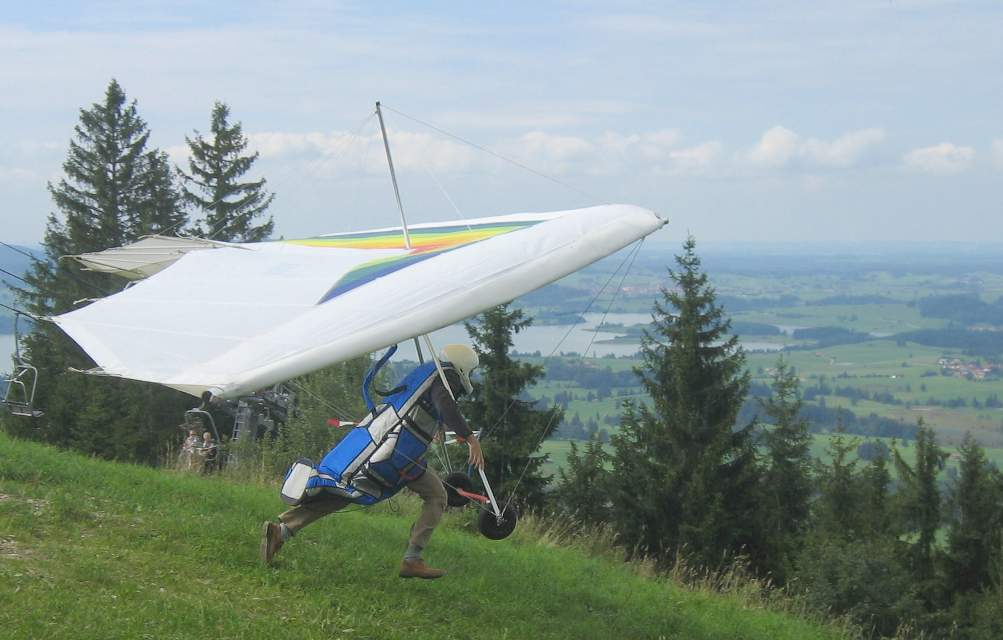
Hangstart mit dem Hängegleiter

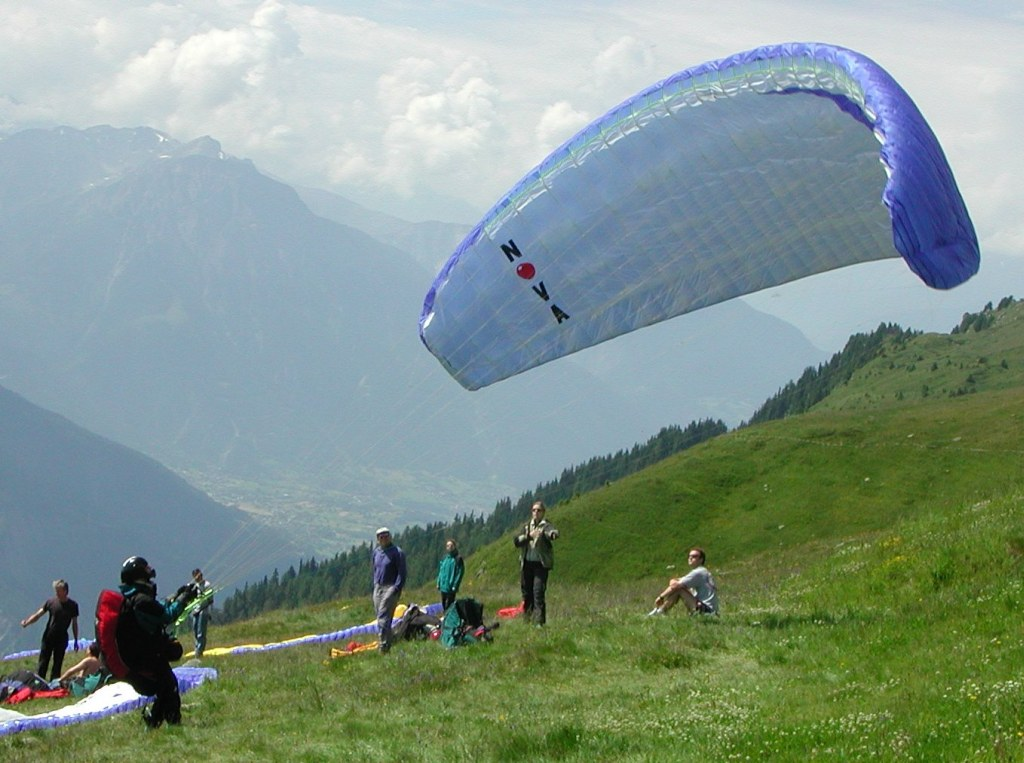
Rückwärtsaufziehen beim Hangstart mit dem Gleitschirm

Der Hangstart oder Fußstart ist die häufigste Startart von beim Gleitschirmfliegen und Hängegleiten. Er erfordert einen mehr oder weniger stark geneigten Startplatz. Der Pilot läuft dabei mit seinem Fluggerät gegen den Wind an. Sobald er die nötige Geschwindigkeit erreicht, hebt er ab. Ein „Absprung“, wie er von Laien oft vermutet wird, ist nicht Teil des Startablaufs.
Beim Start mit dem Gleitschirm unterscheidet man, je nach Blickrichtung des Piloten in der Aufziehphase, zwischen dem Vorwärtsstart und dem Rückwärtsstart, obwohl in beiden Fällen der Pilot beim Abheben in die Flugrichtung blickt.
Im optimalen Fall strömt der Wind gleichmäßig bergauf und hat eine moderate Stärke. Hangstarts bei Windstille oder sehr wenig Wind, Seitenwind, starkem Wind oder böigem Wind gelten als anspruchsvoller. Bei Rückenwind kann meist nicht gestartet werden.
Sowohl die Gleitschirm-, als auch die Hängegleiter-Ausbildung können in Deutschland auch ohne Hangstart abgeschlossen werden, dann sind jedoch Windenstarts erforderlich, welche eine Zusatzqualifikation darstellen und das Starten auch in der Ebene ermöglicht.